# Telipna nigrita
Telipna nigrita är en fjärilsart som beskrevs av Jackson 1969. Telipna nigrita ingår i släktet Telipna och familjen juvelvingar. Inga underarter finns listade i Catalogue of Life.